# Metoda Perkala
Metoda Perkala pozwala na porównywalność poszczególnych mierników i otrzymywanie jednego syntetycznego wskaźnika poziomu rozwoju regionu. Dostarcza dogodne schematy klasyfikacyjne do regionalizacji i rejonizacji, pozwalając na klasyfikacje badanych jednostek z punktu widzenia uzyskanych wskaźników poziomu rozwoju regionalnego. Obserwując wartość tych wskaźników w kolejnych odcinkach czasu można określać tendencje rozwoju regionalnego badanych regionów. 
Metoda ta obejmuje 2 etapy:
a) normalizacja poszczególnych mierników przyjętych do badań, w wyniku której wszystkie mierniki wyrażone w jednostkach standaryzowanych stają się porównywalne i można je sumować,
b) obliczenie syntetycznych wskaźników poziomu rozwoju regionalnego.
Wskaźniki te mogą przyjmować wartości w granicach od -3 do 3, przy czym regiony rozwinięte będą miały wartości tego wskaźnika powyżej 0, regiony średnio rozwinięte bliskie 0, a regiony słabo rozwinięte poniżej 0. Za podobne uznawane są regiony o zbliżonych wartościach wskaźników. 